# Animal Ambition
Albums de 50 Cent
5 (Murder by Numbers)
(2012) Street King Immortal
(2014)
Singles
1. Don't Worry 'Bout It
Sortie : 18 mars 2014
2. Hold On
Sortie : 18 mars 2014
3. Pilot
Sortie : 25 mars 2014
4. Smoke
Sortie : 01 avril 2014
5. Hustler
Sortie : 15 avril 2014
6. Chase the Paper
Sortie : 22 avril 2014
7. Everytime I Come Around
Sortie : 29 avril 2014
8. Irregular Heartbeat
Sortie : 6 mai 2014
9. Winners Circle
Sortie : 13 mai 2014
10. Twisted
Sortie : 20 mai 2014
11. Animal Ambition
Sortie : 27 mai 2014

Animal Ambition est le cinquième album studio de 50 Cent, sorti le 3 juin 2014.

## Historique
Le 4 décembre 2013, 50 Cent annonce durant une conférence de presse la sortie d'un album intitulé Animal Ambition pour janvier 2014. Plus tard, il ajoute qu'il a enregistré énormément de titres qui pourront également apparaître sur l'album Street King Immortal. Cependant en janvier 2014, il explique que la situation a changé et qu'il souhaite perfectionner sa musique et réécrire de nouveaux textes. 50 Cent révèle ensuite au magazine Complex que l'album sortira avant Street King Immortal.
En février 2014, le rappeur quitte les labels Shady Records, Aftermath Entertainment et Interscope Records, après 12 ans de partenariat et annonce dans la foulée que l'album sortira le 3 juin 2014.

## Singles
Le 18 mars 2014, les titres Don't Worry 'Bout It (en duo avec Yo Gotti) et Hold On sortent sous forme numérique, comme premier et deuxième singles,. Le même jour, les clips de Hold On et Don't Worry 'Bout It sont présentés sur Internet.

## Liste des titres
| No  | Titre                                                                               | Contient un (des) sample(s) de   | Durée |
| --- | ----------------------------------------------------------------------------------- | -------------------------------- | ----- |
| 1.  | Hold On (Produit par Frank Dukes)                                                   |                                  | 3:46  |
| 2.  | Don't Worry 'Bout It (featuring Yo Gotti – Produit par Charli Brown Beatz)          |                                  | 4:01  |
| 3.  | Animal Ambition (Produit par Swiff D)                                               |                                  | 3:08  |
| 4.  | Pilot (Produit par Shamtrax)                                                        |                                  | 3:20  |
| 5.  | Smoke (featuring Trey Songz – Produit par Dr. Dre, Dawaun Parker et Mark Batson)    |                                  | 3:51  |
| 6.  | Everytime I Come Around (featuring Kidd Kidd – Produit par Steve Alien)             | Io E Te Per Altri Giorni de Pooh | 3:10  |
| 7.  | Irregular Heartbeat (featuring Jadakiss et Kidd Kidd – Produit par G Rocka et Medi) |                                  | 3:39  |
| 8.  | Hustler (Produit par Jake One)                                                      |                                  | 3:05  |
| 9.  | Twisted (featuring Mr. Probz – Produit par JustHustle et Kyle Justice)              |                                  | 3:14  |
| 10. | Winners Circle (featuring Guordan Banks – Produit par Ky Miller)                    |                                  | 3:23  |
| 11. | Chase the Paper (featuring Prodigy, Kidd Kidd et Styles P. – Produit par Ty Fyffe)  |                                  | 4:17  |

| 12. | The Funeral (Produit par Jake One)                              | Mothership Connection (Star Child) de Parliament | 2:52 |
| 13. | You Know (Produit par Soul Professa)                            |                                                  | 3:01 |
| 14. | Flip on You (featuring Schoolboy Q – Produit par Nascent et QB) | I Won't Last a Day Without You de Freda Payne    | 3:19 |

## Classements hebdomadaires
| Classement (2014)                   | Meilleure place |
| ----------------------------------- | --------------- |
| Allemagne (Media Control AG)        | 35              |
| Australie (ARIA)                    | 16              |
| Autriche (Ö3 Austria Top 40)        | 38              |
| Belgique (Flandre Ultratop)         | 63              |
| Belgique (Wallonie Ultratop)        | 110             |
| Canada (Canadian Albums Chart)      | 4               |
| Écosse (OCC)                        | 25              |
| États-Unis (Billboard 200)          | 4               |
| États-Unis (Independent Albums)     | 1               |
| États-Unis (Top Rap Albums)         | 1               |
| États-Unis (Top R&B/Hip-Hop Albums) | 1               |
| France (SNEP)                       | 32              |
| Italie (FIMI)                       | 85              |
| Pays-Bas (Mega Album Top 100)       | 57              |
| Royaume-Uni (UK Albums Chart)       | 21              |
| Royaume-Uni (R&B Albums)            | 1               |
| Suisse (Schweizer Hitparade)        | 9               |